# Валя-Нукулуй
Валя-Нукулуй (рум. Valea Nucului) — село у повіті Бузеу в Румунії. Входить до складу комуни Берка.
Село розташоване на відстані 103 км на північний схід від Бухареста, 14 км на північний захід від Бузеу, 103 км на захід від Галаца, 97 км на південний схід від Брашова.

## Населення
За даними перепису населення 2002 року у селі проживала 781 особа, з них 780 осіб (99,9%) румунів. Рідною мовою 780 осіб (99,9%) назвали румунську.